# Chōsokabe Morichika

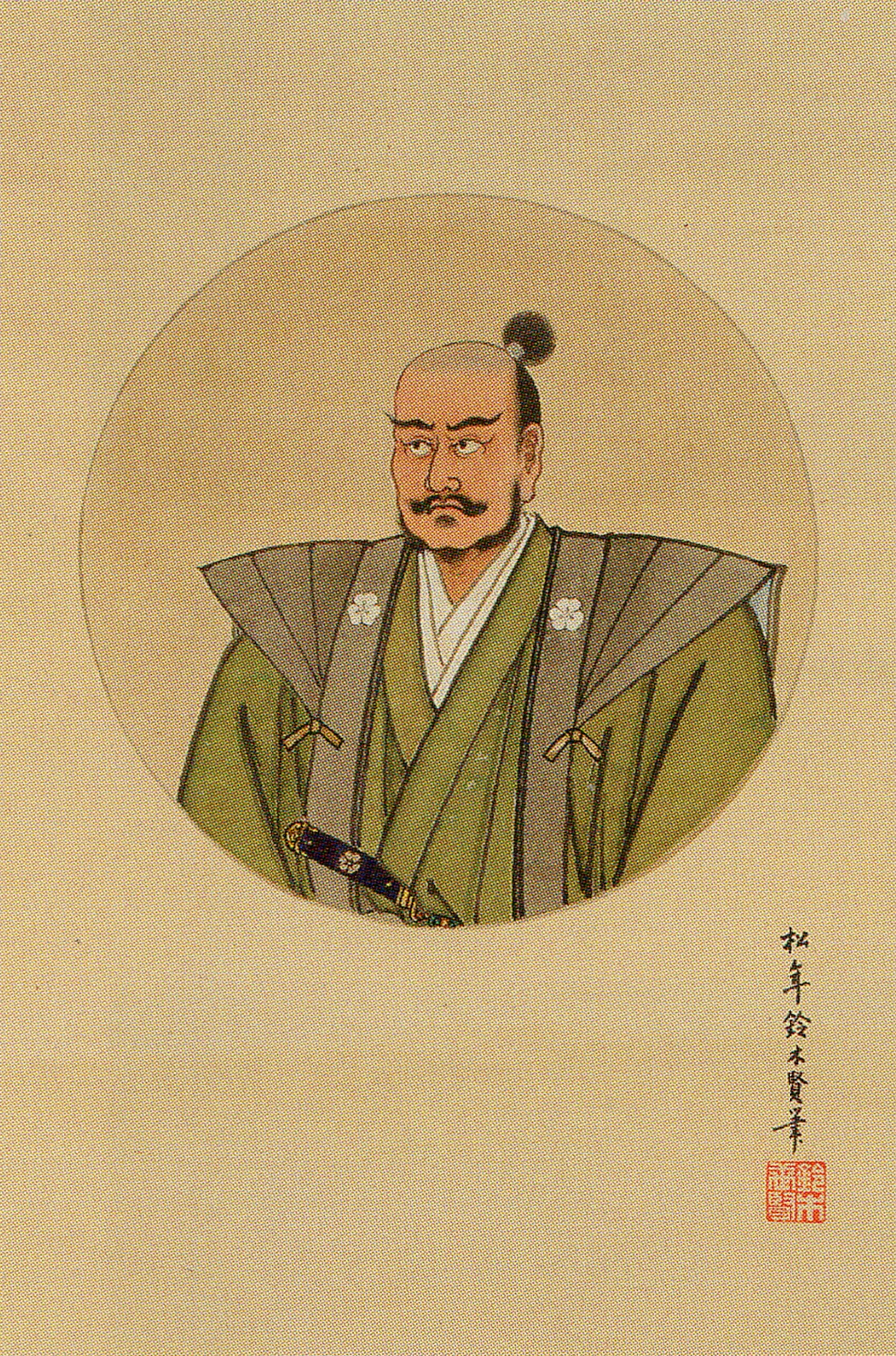
Chōsokabe Morichika.

Chōsokabe Morichika (長宗我部盛親?   1575 – 11 de mayo de 1615) fue un samurái japonés del período Azuchi-Momoyama a inicios del periodo Edo. Aunque alguna vez fue el daimio de la provincia de Tosa, su feudo fue confiscado por Tokugawa Ieyasu después de la batalla de Sekigahara.

## Biografía
Morichika fue el cuarto hijo de Chōsokabe Motochika, vasallo de Toyotomi Hideyoshi. 
En 1614 se unió a las fuerzas del clan Toyotomi durante el asedio de Osaka en contra del shogunato Tokugawa. Tanto él como su hijo fueron decapitados el 11 de mayo de 1615, después de su derrota durante la batalla de Tennoji.